# Eduard Loch

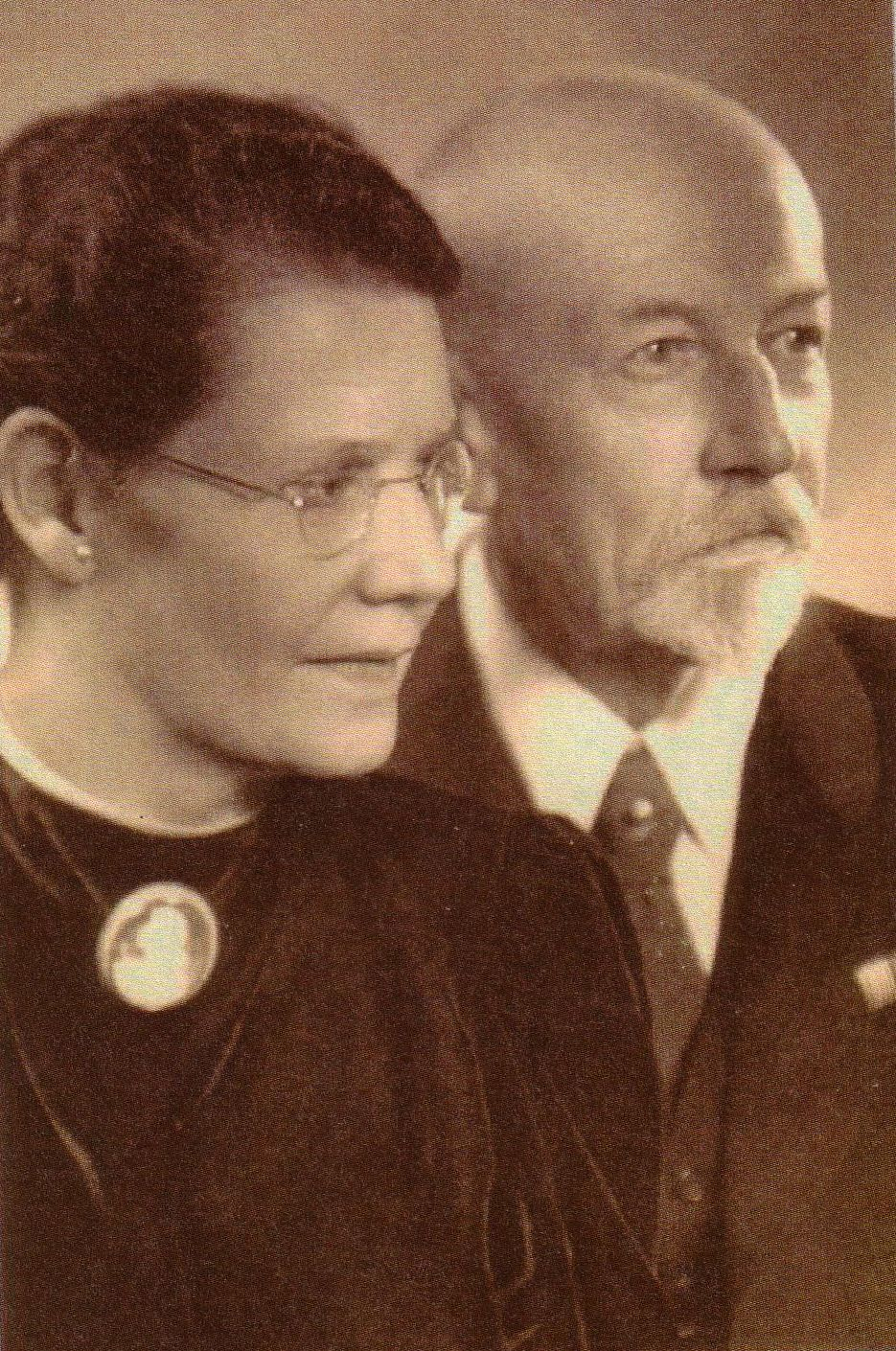
Ehepaar Loch

Eduard Loch (* 30. April 1868 in Memel, Preußisch Litauen; † 30. September 1945 in Meiningen) war ein deutscher Philologe und Studentenhistoriker in Königsberg.

## Leben
Als Sohn von Johann Eduard Loch besuchte Loch das Gymnasium in Bartenstein. Nach dem Abitur studierte er  an der Albertus-Universität Königsberg und der Friedrich-Wilhelms-Universität Berlin Klassische Philologie, Geschichte, Geographie und später Französisch. 1890 wurde er zum Dr. phil. promoviert. Loch schrieb unter anderem über das nordwestliche Samland und die Kurische Nehrung. Über 40 Jahre engagierte er sich in der Altertumsgesellschaft Prussia und im Verein für Geschichte von Ost- und Westpreußen.

### Königsberg
Er bestand 1891 das Oberlehrerexamen und ging als Mitglied des pädagogischen Seminars für ein Seminarjahr an das Königliche Wilhelms-Gymnasium in Königsberg. 1892/93 absolvierte er das Probejahr am Collegium Fridericianum, an dem er als freiwilliger Hilfslehrer bis 1894 blieb. Ab 1895 war er wissenschaftlicher Hilfslehrer am Realgymnasium in Pillau. In gleicher Eigenschaft wurde er 1897 vom Magistrat der Stadt Königsberg an das Altstädtische Gymnasium berufen. Dort wurde er 1900 zum Oberlehrer und 1908 zum Gymnasialprofessor ernannt. 1902/03 konnte er mithilfe des Reisestipendiums des Deutschen Archäologischen Instituts Italien bereisen. Von 1913 bis 1932 war Loch Schulleiter der 1811 gegründeten Königin-Luise-Schule (Königsberg). Zum 185-jährigen Jubiläum besuchten seine Tochter Erika und seine Enkeltochter Gabriele die frühere Mädchenschule. Wie es in der Festschrift heißt, „schilderte seine 91-jährige Tochter lebendig jene Zeit seines Wirkens. Die Kriegs- und Nachkriegsjahre hätten dem Schulleiter aufreibende Belastungen auferlegt, aber danach wäre ihm die Verwirklichung seines größten Zieles für die Schule gelungen, und das hätte ihn stolz und glücklich gemacht: dem bestehenden Realgymnasium wurde der humanistische Zweig hinzugefügt.“ Im Ersten Weltkrieg erhielt er das Verdienstkreuz für Kriegshilfe (Preußen). In der Weimarer Republik seit 1922 Oberstudiendirektor, wurde er 1932 pensioniert. Nachdem er mit seiner Frau in der Flucht und Vertreibung Deutscher aus Mittel- und Osteuropa 1945 bis 1950 aus Ostpreußen entkommen war, starb er als gebrochener Mann in Meiningen.

### Corpshistoriker
Im Sommersemester 1886 wurde er mit Paul Hensel und vor Wilhelm Kuhr Mitglied des Corps Masovia. Loch wurde der bedeutendste Historiker des masurischen Landescorps. Er schrieb seine Geschichte 1905–1910 und die ersten beiden Bände der dreiteiligen Festschrift zum 100. Stiftungsfest (1930/1933) mit neuen Forschungsergebnissen über die Entstehung der Masovia. Aus seiner Feder stammen noch die Beschreibung des 70. Stiftungsfestes 1900, die Gesamtmitgliederverzeichnisse 1925 und 1930/31 und die Verzeichnisse von 1935 und 1940. Er war Mitglied der Vertrauenskommission und über 40 Jahre Archivar des Corps. 1934 gab er das Liederbuch der Albertina seines Corpsbruders Ludwig Clericus mit kultur- und kunstkritischen Betrachtungen neu heraus. Er half Johannes Hönig bei der Biographie über Ferdinand Gregorovius (1921, 1944). Im Zweiten Weltkrieg brachte er das „alte, umfangreiche und sehr wertvolle Archiv“ im Einvernehmen mit Carl Diesch im Keller der Staats- und Universitätsbibliothek unter. Auch nach dem Verbot 1941 redigierte er die in Berlin und Königsberg gedruckten Corpsnachrichten.

### Nachfahren
Lochs Tochter Erika Joachim hatte noch bei Carl Diesch in der Staats- und Universitätsbibliothek Königsberg und in der Universitätsbibliothek Göttingen gearbeitet. Von Rüdiger Döhler noch in guter Verfassung besucht, starb sie mit 103 Jahren in einem Göttinger Altenheim. Lochs Sohn Heinz Joachim Loch war Musikschriftsteller, dessen Tochter Gabriele Joachim in Hamburg lebt und das Brahms-Museum betreut.

## Werke
- Die Teilung der Königin Luise-Schule und die Einführung des neuen Direktors. Königsberg 1914.
- Wörterverzeichnis zu Ostermann-Müllers Lateinischen Übungsbüchern, Teil 2 (Quinta). 3. Auflage. Leipzig 1919
- mit Fritz Milkau: Verzeichnis sämtlicher Mitglieder des Corps Masovia. Festschrift zum fünfundneunzigsten Stiftungsfeste des Corps Masovia am 14. Juni 1925. Königsberg 1925.
- mit Otto Lentschat: Wanderkarte durch das nordwestliche Samland. Königsberg 1926.
- Von den ältesten Königsberger Studentenvereinen vor 100 Jahren. Königsberg 1927.
- Geschichte des Corps Masovia 1830–1930. Königsberg 1930.
- Geschichte des Corps Masovia 1830–1930, Teil 2 (1880–1910). Königsberg 1933.
- Das illustrierte Liederbuch der Albertina. Königsberg 1934.